# Spandarmat
Spandarmat (pahl.), Spenta Armaiti (awest. „Święta Cierpliwość"), Armaiti – w mitologii perskiej czwarta z Amszaspandów (Amesza Spenta), emanacja Ormuzda, a zarazem jego żona. Matka Aszi, Mitry, Sraoszy, Gajomarta. Prarodzicielka życia, patronka ziemi, rolnictwa. Przewodzi duchom żeńskim w haremie Ormuzda. W religii przedzoroastryjskiej prawdopodobnie składano jej ofiary z ludzi.